# Oskar Schabert
Oskar Albert Karl Schabert (* 27. November 1866 in Grobin/Kurland; † 7. Januar 1936 in Bad Nauheim) war ein deutschbaltischer lutherischer Theologe und Pfarrer. Bekannt wurde er vor allem durch sein Baltisches Märtyrerbuch, mit dem er von Bolschewiken ermordeten Pfarrern (darunter Traugott Hahn) ökumenisch ein Denkmal setzte.

## Leben

### Herkunft und Familie
Oskar Schabert wurde am 27. November 1866 in Grobin in Kurland geboren. Seine Eltern waren der Kantor Albert Schabert und Caroline, geb. Eilenberg. 
Oskar Schabert war zweimal verheiratet: 1894 heiratete er Elise (Elsa von) Kaull, die 1932 verstarb. 1934 heiratete er Adelheid Löhe.

### Werdegang
Seine Ausbildung erhielt er zunächst am Gouvernements-Gymnasium in Riga und später an der Kaiserlichen Universität Dorpat, wo er Theologie studierte. Seine ersten Anstellungen erhielt er bei der Stadtmission in Berlin, dann bei der Seemannsmission in Hamburg. Als er 1894 Pastor der St.-Gertrud-Gemeinde in Riga wurde, übernahm er den Gedanken der Inneren Mission und gründete verschiedene Hilfsvereine, unter anderem eine Seemannsmission, Vereine für Innere Mission und die „Bruderhilfe für Russland“. Er selbst wurde 1915–1917 nach Sibirien verbannt und war 1919 in bolschewistischer Haft. Danach arbeitete er zunächst in Hamburg, erhielt die Ehrendoktorwürde der Universität Greifswald und wurde 1929 Vizepräsident des Internationalen Verbandes für Innere Mission.
Oskar Schabert war auch durch seine Veröffentlichungen bekannt. Neben dem Baltischen Märtyrerbuch machte er im Russisch-Evangelischen Pressedienst (R. Ev. P., auch: Evangelium und Osten) der deutschen Öffentlichkeit viele Zeitzeugnisse zugänglich.

## Schriften
- Die Innere Mission und die ihr verwandten Bestrebungen in Riga. Eine Skizze (Kirchliche Chronik), 1898
- Dr. Martin Luthers 1. Brief an die Livländer, Riga 1904 (als Herausgeber)
- 2. Brief an die Christen zu Riga und Livland
- Cīņa pret ubagošanu un nabadzību [Der Kampf gegen Bettelei und Armut]
- Das St. Gertrud-Heim und das Leben in ihm, 1908
- Die Rigaer Stadtdiakonie. Geschichte und Bericht, 1911
- Märtyrer. Der Leidensweg der baltischen Christen, 1920
- Die innere Mission in den baltischen Landen. Vortrag auf dem allgemeinen Gemeindeabend am 17. Juli 1922 in Riga
- Fünfundzwanzig Jahre Rigaer Stadt-Mission [1901–1926]. Geschichte und Berichte, Riga 1926 (Digitalisat und PDF; 14,28 MB in der LNB)
- Baltisches Märtyrerbuch. Furche-Verlag, Berlin 1926 (Digitalisat bei dspace.ut.ee)
- Das Traugelübde, was es enthält, und wie wir es halten können, 1929
- Was der Bolschewismus den Christen zu sagen hat, 1929
- De Baltische arbeid voor Rusland, 1931
- Godsdienstvervolgingen in de Sowjet-Republiek, 1932
- Der Märtyrer D. Traugott Hahn, Dorpat, 1932
- Des Glaubens Not und Sieg in Russland. Predigten und Ansprachen, 1936